# Alfredo Ramúa
Alfredo Sebastián Ramúa (Villa Gobernador Gálvez, Provincia de Santa Fe, Argentina, 4 de septiembre de 1986) es un futbolista argentino nacionalizado peruano. Juega como mediocentro ofensivo y su equipo actual es Cienciano de la Liga 1 de Perú. Tiene 38 años.

## Trayectoria
Empezó su carrera en las inferiores de Newell's Old Boys donde jugó 15 partidos en la reserva, aunque nunca pudo jugar un clásico contra Rosario Central. Luego recaló en Gutiérrez de Mendoza por el Torneo del Interior donde estuvo 4 meses. Posteriormente debutaría con Arroyo Seco Athletic Club donde permaneció desde el 2007 hasta el 2008 y allí lograría el ascenso al Torneo Argentino C. A mitad del 2008 pasaría a Club Atlético Aldosivi para disputar el Nacional B, jugaría poco debido a esguince de tobillo. Tras eso recalaría en Sportivo Las Parejas, el cual sería su último equipo antes de probar suerte en el exterior.
Llega al Perú en el 2010 fichado por Colegio Nacional de Iquitos comandando un gran ataque con Sergio Almirón siendo una de las figuras y haciéndolo goleador.
Al siguiente año llega al fútbol ecuatoriano con el cuadro de Olmedo donde convierte 8 goles siendo una de las figuras y compartiendo el mediocampo con su compatriota Armando Monteverde y luego se va al Técnico Universitario donde no le fue bien, además sería dirigido por su compatriota Fabián Bustos, después llega al Aragua de Venezuela,
Vuelve al Perú para jugar por el Real Garcilaso quien fue cedido al Sporting Cristal donde logró salir campeón del Descentralizado 2016, vuelve al Real Garcilaso para la temporada 2017. Tras varios años en el cuadro cuzqueño es uno de los ídolos debido a sus grandes actuaciones.

## Clubes
| Club                        | País      | Año           | Partidos | Goles |
| --------------------------- | --------- | ------------- | -------- | ----- |
| Gutiérrez de Mendoza        | Argentina | 2007          | 1        | 0     |
| Real Arroyo Seco            | Argentina | 2007-2008     | 6        | 1     |
| Aldosivi                    | Argentina | 2008-2009     | 21       | 0     |
| Sportivo Las Parejas        | Argentina | 2009          | 14       | 0     |
| Colegio Nacional de Iquitos | Perú      | 2010          | 42       | 4     |
| Olmedo                      | Ecuador   | 2011          | 43       | 8     |
| Técnico Universitario       | Ecuador   | 2012          | 19       | 0     |
| Aragua F. C.                | Venezuela | 2012          | 10       | 0     |
| Real Garcilaso              | Perú      | 2013-2015     | 144      | 29    |
| Sporting Cristal            | Perú      | 2016          | 47       | 4     |
| Cusco FC                    | Perú      | 2017-2023     | 181      | 31    |
| Cienciano                   | Perú      | 2023-presente | 50       | 1     |

## Palmarés

### Campeonatos nacionales
| Título                    | Club             | País | Año  |
| ------------------------- | ---------------- | ---- | ---- |
| Primera División del Perú | Sporting Cristal | Perú | 2016 |
| Liga 2                    | Cusco FC         | Perú | 2022 |

### Distinciones individuales
| Distinción                                                                                  | Año  |
| ------------------------------------------------------------------------------------------- | ---- |
| Incluido en el equipo ideal del Campeonato Descentralizado según DeChalaca.com              | 2013 |
| Incluido en el equipo ideal del Torneo del Inca según DeChalaca.com                         | 2014 |
| Incluido en el equipo ideal del Campeonato Descentralizado según DeChalaca.com              | 2014 |
| Incluido en el equipo ideal del Torneo del Inca según DeChalaca.com                         | 2015 |
| Incluido en el equipo ideal del Campeonato Descentralizado según DeChalaca.com              | 2015 |
| Incluido en el equipo ideal del Torneo de Verano de Perú según DeChalaca.com                | 2017 |
| Incluido en el equipo ideal del Torneo Apertura de Perú según DeChalaca.com                 | 2017 |
| Incluido en el equipo ideal del Campeonato Descentralizado según DeChalaca.com              | 2017 |
| Incluido en el equipo ideal del Campeonato Descentralizado según DeChalaca.com              | 2018 |
| Preseleccionado como volante en el mejor once del Campeonato Descentralizado según la SAFAP | 2018 |
| Nominado a mediocampista del año en el Campeonato Descentralizado según la ADFP             | 2018 |
| Máximo asistidor de la Liga 1                                                               | 2019 |
| Máximo asistidor del Torneo Apertura de la Liga 1                                           | 2020 |